# كاستيليور (أنغلزي)
كاستيليور (بالإنجليزية: Castellior)‏ هي منطقة سكنية تقع في ويلز في أنغلزي.